# Florence Cook
Vous lisez un « article de qualité » labellisé en 2010.
Florence Eliza Cook (née le 3 juin 1856 à Cobham dans le Kent et décédée le 22 avril 1904 à Londres) était une médium anglaise célèbre pour avoir été la première Britannique à réaliser une « matérialisation complète » en faisant « apparaître » l'esprit qui se faisait appeler « Katie King ». Diverses hypothèses ont été avancées pour expliquer les phénomènes : de la simple escroquerie à leur réalité en passant par un trouble de la personnalité multiple.
Issue d'une famille de la toute petite classe moyenne, elle découvrit ses « capacités médiumniques » à quatorze ans. Elle travailla alors avec d'autres médiums pour apprendre à les contrôler. Rapidement, elle se spécialisa dans la matérialisation d'esprit. Petit à petit, elle fit apparaître « Katie King », d'abord seulement le visage puis au printemps 1873, l'« intégralité » de l'esprit. Jeune et jolie, elle devint très vite une star dans le monde du spiritualisme. Ses séances, véritables spectacles, attiraient un immense public. Elle devint la protégée d'abord de Charles Blackburn qui fut un véritable manager de sa carrière puis du scientifique William Crookes avec qui elle se livra à des expériences destinées à comprendre les phénomènes psychiques.
Elle prit sa retraite de médium en mai 1874 lors d'une séance où « Katie King » fit ses adieux à la scène spiritualiste. Florence Cook épousa alors Edward Elgie Corner, un voisin et ami de la famille. Le mariage ne fut pas heureux. Des problèmes financiers poussèrent Cook à remonter sur scène. En 1880, lors d'une séance, elle fut démasquée. Des spectateurs révélèrent qu'elle jouait elle-même le rôle de l'esprit matérialisé. Après une dernière tentative manquée de retrouver son succès une vingtaine d'années plus tard, elle mourut d'une pneumonie chez elle, dans une relative pauvreté.

## Biographie

### Famille
Florence Cook était l'aînée des quatre enfants de Henry Cook, un ouvrier typographe, et de son épouse Emma Till. Elle avait un frère (Henry Ridsdale Macdonald) et deux sœurs (Kate Selina et Edith Harriett). En 1859, la famille vint s'installer à Dalston, dans le quartier londonien de Hackney. Henry Cook était propriétaire de la maison familiale qui semble avoir été relativement confortable. De plus, la famille avait au moins une bonne. Ces trois éléments, propriétaires de leur maison avec une domestique, ainsi que le travail manuel, plaçaient la famille Cook quelque part sur la frontière mouvante entre la petite classe moyenne et l'« aristocratie ouvrière ». Par ailleurs, diverses études scientifiques et universitaires ont montré que les « capacités médiumniques » se manifestaient plus souvent chez des personnes de milieu social inférieur, avec un minimum d'éducation et surtout un ressentiment très fort lié à une incapacité à contrôler leur vie. Florence Cook, une jeune femme, de la toute petite classe moyenne, ayant apparemment reçu une petite éducation mais sans aucun avenir autre que celui d'être confinée à la maison par le mariage et les enfants entrait donc parfaitement dans cette catégorie. D'ailleurs, sa jeune sœur, Kate Selina, avait elle aussi des capacités supposées de médium,,.
Le 29 avril 1874, Florence Cook épousa secrètement Edward Elgie Corner (décédé en 1928), le fils d'une famille de Dalston amie des Cook chez qui des séances se tenaient parfois. Elle ralentit alors considérablement mais temporairement sa carrière de médium. Ils eurent deux enfants : Kate et Edith. Le mariage ne fut pas heureux, mais il n'est pas certain que la carrière de marin au long cours de l'époux y ait été pour quoi que ce fût. Les rumeurs de liaison entre Florence Cook et William Crookes auraient pu en revanche avoir un effet néfaste sur le couple,,.

### Carrière de médium
En 1848, les sœurs Fox avaient déclenché le phénomène du spiritualisme moderne anglo-saxon en « entrant en communication » avec l'« esprit » de Mr Splitfoot qui hantait la maison où il avait été assassiné, celle où habitaient les sœurs et leur famille. Le moyen de communication fut des coups frappés résonnant dans les murs de la maison. Le phénomène prit de l'ampleur d'abord aux États-Unis puis il traversa l'Atlantique. Il se transforma aussi : aux coups frappés succédèrent des guéridons dont les pieds frappaient les coups puis les « tables tournantes » puis les meubles qui bougeaient à travers la pièce ou d'une pièce à l'autre. Les hypothèses alors avancées par les médiums et ceux croyant aux phénomènes étaient que toutes ces manifestations étaient dues à l'intervention d'esprits, pour certains d'esprits de personnes décédées, pour d'autres d'anges, voire de démons. Très vite le public ne se contenta plus de ces mouvements de meubles. Pour les adeptes du spiritualisme, les esprits passèrent à l'étape suivante : la matérialisation d'objets, souvent des fleurs, apparaissant de nulle part. Les communications se firent plus faciles à recevoir et à lire, soit sous forme d'écriture automatique, soit avec des textes « apparaissant » sur des ardoises. L'étape suivante commença à nouveau aux États-Unis : les « esprits » auraient accepté de se montrer, de se matérialiser. Les médiums les plus habiles (dont Kate Fox) affirmaient permettre à un esprit de prendre une forme matérielle. Ces médiums entraient en transe dans le secret d'un « cabinet noir » où ils étaient cachés à la vue du public. Ensuite, les médiums en transe « produisaient », grâce, selon eux, à leur énergie psychique, une forme corporelle qui permettait à l'esprit de se faire voir au public. À la fin des années 1860, ce phénomène était l'apanage de médiums américains qui faisaient donc une très forte concurrence aux médiums britanniques.

#### Formation
Diverses versions sont en concurrence quant à la découverte des talents supposés de médium de Florence Cook : le journal intime de Mrs Everett, une médium qu'elle fréquenta plus tard, et deux interviews, contradictoires, de Florence Cook dans des magazines spiritualistes The Spiritualist en 1872 et Light en 1894. Selon une première version, alors que Florence Cook atteignait l'âge de quatorze ans, en 1870, elle commença à se plaindre de divers maux : elle ne se sentait jamais complètement réveillée, elle tombait régulièrement dans des sommeils proches de la transe et elle hurlait de façon hystérique si on l'en éveillait sans précaution. Sa mère, désespérée, finit par suivre les conseils d'un ami, peut-être Thomas Blyton, un de leurs voisins, secrétaire de la Dalston Spiritualists' Association, en l'emmenant dans ce cercle spiritualiste afin de l'aider à canaliser ses pouvoirs. Selon une autre version, plus romantique et caractéristique des autobiographies des médiums, Florence Cook aurait commencé, toujours vers quatorze ans, des « séances » de spiritualisme, chez elle, avec ses parents et une camarade de classe. Durant ses séances, un esprit lui aurait annoncé qu'elle avait un grand destin de médium et lui aurait donné l'adresse du cercle spiritualiste local. Dans une dernière version, encore plus romantique, toujours à la même époque, un esprit lui aurait ordonné, à elle seule, de se rendre au cercle spiritualiste local,. Une maladie nerveuse est un élément récurrent des biographies des femmes médiums, presque le « rite de passage » obligatoire, conçu comme un grand « nettoyage » avant l'arrivée des dons.

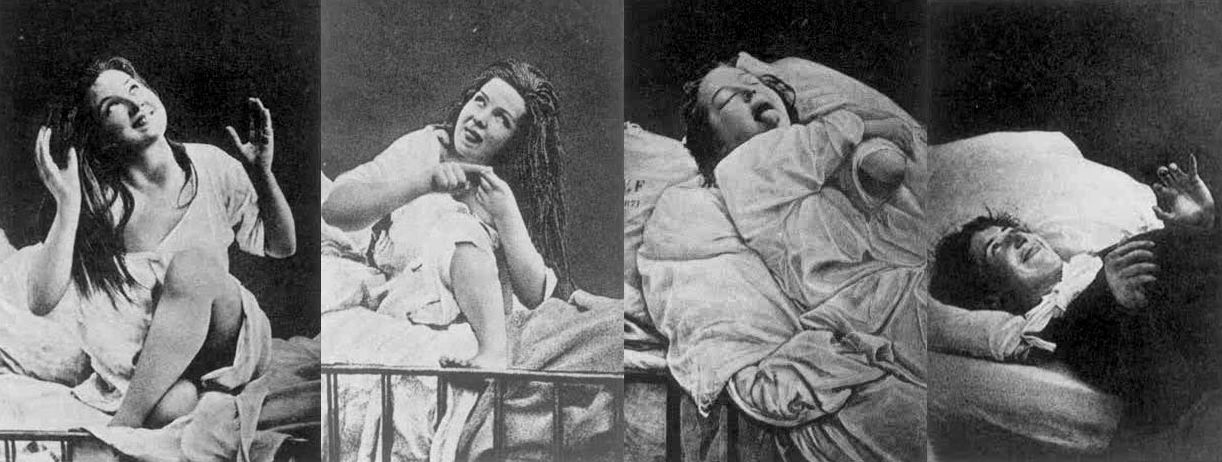
Hystériques sous hypnose à la Salpêtrière (1876-1880).

La récupération par une société spiritualiste était une des moins mauvaises choses qui pouvait arriver à une jeune femme « victime » à la puberté de ce genre de phénomènes. Si la famille et le médecin plaçaient la jeune femme racontant ses hallucinations auditives et visuelles dans la catégorie des hystériques, elle affronterait des années de « traitement » douloureux. Lorsqu'elle arriva à la Dalston Spiritualists' Association, celle-ci existait depuis cinq ans et était relativement florissante. La participation de Florence Cook à des séances hebdomadaires lui fit apparemment le plus grand bien mentalement. Le cercle spiritualiste entreprit alors de lui apprendre à maîtriser ses « pouvoirs » afin qu'elle ne se laissât plus dépasser par ceux-ci. Florence Cook fit des progrès très rapides.
En juin 1871, Thomas Blyton informa, via un article dans le Spiritualist, la communauté spiritualiste de l'existence d'une jeune médium prometteuse. En fait, il semblerait qu'elle ait dépassé les capacités de formation de la Dalston Spiritualists' Association et que Blyton lui cherchait d'autres maîtres. À l'époque, les médiums Charles Williams (qui habitait Hackney et pouvait avoir été connu de la famille Cook) et Frank Herne avaient réussi des « matérialisations » de visage d'esprit. Elle continua donc sa formation avec eux. Les deux hommes avaient pour « esprit principal » (celui qui se manifestait le plus lors de leurs séances, voire qui en contrôlait le déroulement) « Katie King ». « John King » était un des « esprits principaux » majeurs du XIXe siècle. Il aurait été l'esprit d'un boucanier nommé Sir Henry Owen Morgan. Deux « Katie King » lui étaient liées : son épouse, « esprit principal » de Herne et Williams et sa fille qui allait devenir l'« esprit principal » de Florence Cook. Un couple de médiums américains, Mr et Mrs Nelson Holmes, avaient aussi « John King » comme « esprit principal ». Ils participèrent à la formation de Florence Cook, l'encourageant à établir une relation privilégiée avec « Katie King ». Très vite, Florence Cook « se spécialisa » dans les matérialisations, avec l'aide de « Katie King » qui, très vite aussi, lui suggéra de s'installer dans un « cabinet noir ». Cette installation (parfois réduite à un simple rideau) cachait le médium à la vue de son « public » et était répandue dans le milieu médiumnique de l'époque. Elle n'avait donc rien de surprenant. Cette dissimulation du médium devint de plus en plus sujet de controverse, mais elle ne l'était pas encore dans les premières années de Florence Cook. Les époux Holmes ainsi que Charles Williams furent plus tard dénoncés en tant qu'imposteurs,.

#### Katie King

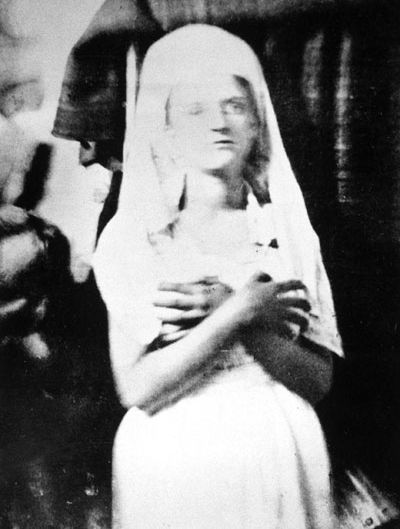
« Katie King ».

Florence Cook avait tout juste quinze ans quand elle commença à matérialiser, à faire apparaître, le visage de « Katie King » dans l'interstice des rideaux de son « cabinet noir ». Il était au départ statique et paraissait « sans vie », les yeux hagards. Petit à petit, elle réussit à l'animer, principalement grâce, prétendait-elle, à la bonne humeur qui pouvait régner parmi les participants à la séance. Au début de chacune de ses séances, Florence incitait donc son public à chanter ou à plaisanter au cours de la séance afin de maintenir cette atmosphère de bonne humeur qui lui était nécessaire. Comme, par ailleurs, elle ne s'était pas « spécialisée » dans la communication avec les parents disparus de ses « spectateurs », l'atmosphère n'était jamais pesante à ses séances, ce qui constituait un attrait certain. Un autre attrait était la beauté pubère de la jeune médium. Les matérialisations s'améliorèrent donc : d'abord un visage aux yeux vides, puis un visage animé, puis des mains et ensuite des bras apparurent dans l'ouverture du rideau qui fermait le « cabinet noir ». Le visage fut alors identifié à celui de « Katie King » et il devint un des éléments réguliers des séances de Florence Cook,,.
Le « cabinet noir » jouait un rôle très important dans la mise en scène de la séance. Cook prétendait que, comme les autres médiums d'alors, elle avait besoin de la solitude, du calme et de l'obscurité de ce « cabinet noir » pour produire ses matérialisations. Elle réussit à transformer en un atout pour ses séances les doutes qui entouraient ce qui pouvait se passer loin des yeux des spectateurs. On pouvait en effet l'accuser (comme on pouvait accuser tous les médiums) d'utiliser le secret du « cabinet noir » pour préparer une mise en scène permettant de réaliser une matérialisation frauduleuse. Afin de couper court aux critiques potentielles, dès le mois de mai 1873, elle accepta un « contrôle extérieur ». Avant la séance, elle se retirait avec une matrone dans une chambre à coucher et se laissait fouiller, parfois au corps. Au moins, ses vêtements étaient fouillés. Dans le « cabinet noir », elle était attachée par les participants à la séance : les mains étaient liées dans le dos, d'abord avec une corde puis avec du coton dont le fil plus fragile se cassait plus facilement en cas de mouvement. Les nœuds étaient scellés à la cire. Parfois tout le corps était ficelé et le public tenait le bout de la corde. Florence Cook accepta même plus tard d'être reliée à un galvanomètre qui enregistrerait le moindre de ses mouvements. Ainsi, elle ne pouvait être soupçonnée de fraude. Très vite, tous les médiums furent soumis à ce genre de vérification. Plus les possibilités de vérification étaient nombreuses et organisées par des scientifiques, moins les performances étaient spectaculaires. La seule et unique vérification possible (comme pour tous les médiums à manifestations) était de voir en même temps Florence Cook et « Katie King ». La règle était que le médium devait, pour sa sécurité et la qualité de sa performance, rester dans le noir. Dans le cas de Florence Cook, lorsque « Katie King » était visible, on pouvait soulever le rideau et voir la forme de la médium mais son visage était caché par un voile et lorsqu'on pouvait voir le visage de la médium, « Katie King » ne s'était pas encore manifestée. Médium et apparition étaient assez similaires physiquement, hormis la couleur de cheveux qui différait,,,. Il semblerait cependant qu'à une ou deux occasions, la peau de « Katie King » ait été noire.
Le succès de « Katie King », et donc de Florence Cook, alla croissant. Elles attiraient de plus en plus de spectateurs d'autant que « Katie King » acceptait de se montrer en pleine lumière ; elle acceptait même de se faire prendre en photo. Les manifestations dans les séances des médiums concurrents se faisaient plutôt dans une semi-obscurité, ce qui réduisait leur intérêt. Parmi les concurrents qui menaçaient la position de vedette de Florence Cook se trouvait sa sœur Kate Selina, âgée de treize ans. Cependant, une nouvelle venue dans les pratiques de matérialisations arriva sur le devant de la scène : Mary Rosina Showers, âgée de seize ans et surtout plus jolie que Florence Cook. Cette dernière souffrit alors de diverses attaques « psychiques » : des objets lui appartenant disparaissaient et des « esprits malins » s'invitaient à ses séances. « Katie King » demanda, dans ses messages, aux proches de Cook de veiller sur elle. Surtout, celle-ci n'avait pas d'autre solution pour survivre sur la scène médiumnique que de faire mieux, plus spectaculaire que ses rivales.

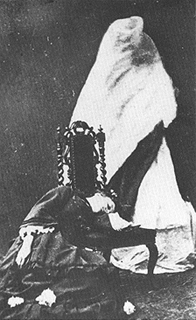
« Katie King » émergeant de la forme allongée de Florence Cook.

Au printemps 1873, elle réalisa la première matérialisation complète en Grande-Bretagne. Ce soir-là, la mise en scène resta la même. La médium, habillée d'une volumineuse robe noire, fut attachée dans son « cabinet noir ». Les rideaux furent tirés et après une période de concentration, ils furent écartés par une jeune femme, vêtue à l'antique d'un léger voile blanc, bras et pieds nus, tandis que pouvait s'apercevoir dans le fond la forme de la médium. « Katie King » fit alors quelques pas dans la pièce, à la manière d'une statue, dit quelques mots et se retira dans le « cabinet noir ». Quelques minutes plus tard, les rideaux furent écartés par les spectateurs qui purent voir Florence Cook, vêtue de sa robe noire, bottines aux pieds et toujours attachée, les sceaux non brisés. Ce fut le coup de théâtre qui fit définitivement sa réputation. « Croyants » et « non-croyants » se pressèrent, multipliant les dons généreux, pour avoir le privilège d'assister à une de ses séances. Y assistèrent ainsi Lady Caithness, son époux et leur fils ou Lord Arthur Russell (petit-fils de Lord John Russell). On offrait à la jeune femme dîners en ville, croisières sur des yachts ou voyages à Paris. « Katie King » avait fait de Florence Cook une star,,,.

#### Respectabilité victorienne
En 1872, Florence Cook avait trouvé un emploi d'enseignante dans une école pour jeunes filles de son quartier de Londres, ce qui montre qu'elle avait reçu un minimum d'éducation. La directrice lui fit cependant comprendre en janvier 1873 qu'elle ne pouvait continuer à enseigner et à pratiquer le spiritualisme. Le spiritualiste mancunien Charles Blackburn, qui finançait déjà la publication du Spiritualist et les activités de Frank Herne, lui offrit alors son soutien financier. Il se proposait de verser, à elle ou à sa famille, la somme correspondant à ce qu'un pasteur travailleur pouvait recevoir dans l'exercice de ses fonctions. En échange, il ne demandait qu'un droit de contrôle sur ses activités de médium, une place privilégiée lors des séances et la possibilité de rencontrer la jeune femme autant qu'il le désirait. Il devint aussi plus ou moins son « agent artistique ». Elle put ainsi demeurer une « médium privée », qui n'exerçait pas ses dons en public pour de l'argent. Elle se maintenait aussi ainsi dans la « sphère privée », donc « domestique » : elle restait à la maison, comme toute femme victorienne respectable. Florence Cook ne fut pas la seule médium du XIXe siècle anglo-saxon à profiter de ce genre d'arrangement. Ce fut aussi le cas pour Kate Fox, la « fondatrice » du phénomène spiritualiste. Le fait que le financement vînt d'un homme riche « entretenant » une jeune femme médium pouvait prêter à commérages. Enfin, lorsqu'un public nombreux se pressait pour assister, parfois moyennant finances, aux séances, l'aspect « privé », « domestique » tendait à se diluer dans une « représentation publique ». Malgré tout, l'activité médiumnique de Florence Cook et de ses concurrentes restait, aux yeux des Victoriens, respectable et d'autant plus respectable que, contrairement à quelques-unes d'entre elles (souvent celles issues des milieux les plus pauvres) qui s'exhibaient en public, elle restait dans le cadre « domestique »,,.

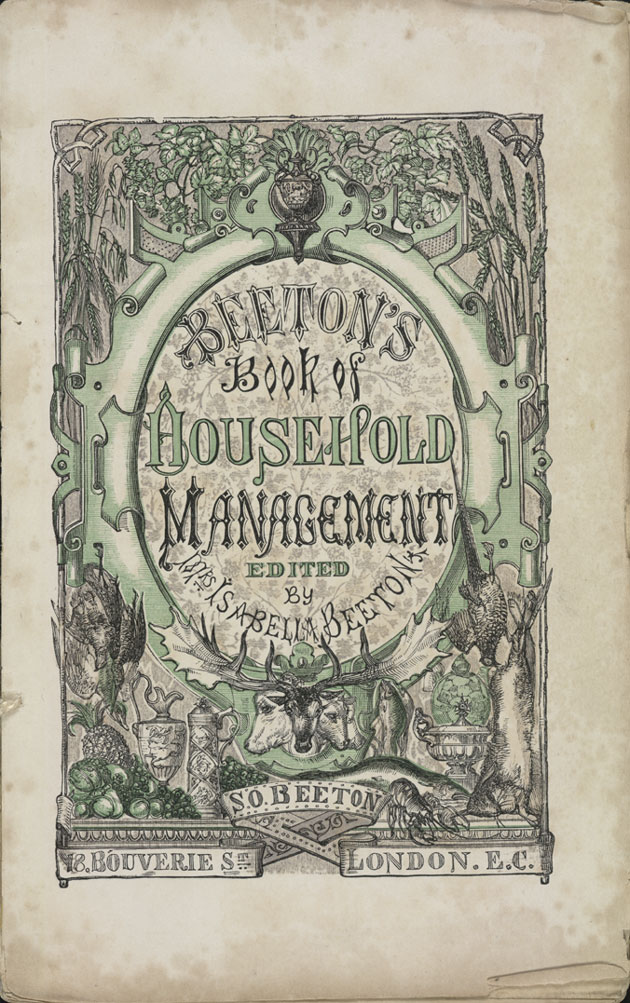
Couverture du guide Mrs Beeton's Book of Household Management : le livre de conseils pour les femmes victoriennes idéales.

En effet, il fallait alors trouver une place « respectable » à un certain nombre de jeunes femmes victoriennes. Le recensement de 1851 avait fait découvrir le « problème des femmes en surnombre » : il y avait plus de femmes que d'hommes en Grande-Bretagne, donc, toutes ne pourraient pas devenir ce qu'elles étaient destinées à être : des femmes au foyer, entretenues et protégées par un homme. Par ailleurs, le développement, souhaité, de l'éducation féminine créait des jeunes femmes qui ne pourraient toutes devenir gouvernantes, type d'emploi très courant pour toutes celles, éduquées mais peu fortunées issues de la classe moyenne. Les années 1860-1870 avaient vu l'augmentation très forte d'emplois féminins nouveaux, au-delà des infirmières et des enseignantes : employées de bureau ou secrétaires. L'augmentation du nombre de jeunes femmes médiums suivit la même courbe. Par ailleurs, le renouveau religieux, sous l'influence du mouvement évangélique, comme le wesleyanisme, laissait une part spirituelle plus large aux femmes ; certaines pouvant même prêcher. Aussi, une médium se faisant l'interprète des discours moraux d'esprits supérieurs revenus prêcher la parole divine n'était pas fondamentalement choquante. Le principal message qu'apportaient les médiums était la confirmation de la survie de l'âme, base de plusieurs religions. Dans le cas de Florence Cook, on avait la preuve « matérielle », « tangible » (avec des restrictions) quasi « scientifique » de l'existence de l'âme.
Qui plus est, la médium restait dans son rôle féminin bien défini par la société et la morale : elle était un vaisseau, un dépositaire, passif, abandonnant toute identité individuelle au nom d'une morale supérieure. Le message qu'elle se contentait de transmettre pouvait avoir un effet d'amélioration morale, tout comme c'était le rôle de la femme d'être l'influence positive gardienne de la moralité du foyer. La plupart des séances restaient dans cette enceinte protégée du foyer. Cependant, le rôle même de médium donnait, paradoxalement pour un vaisseau passif, un pouvoir très grand à ces jeunes femmes : sans elles, pas de message. Leur soumission, en conformité avec la morale victorienne, était la base de leur prise d'un pouvoir et ensuite de leur accès à la reconnaissance sociale. Dans le cadre domestique, elles accédaient à la vie publique.

#### Succès et jalousies

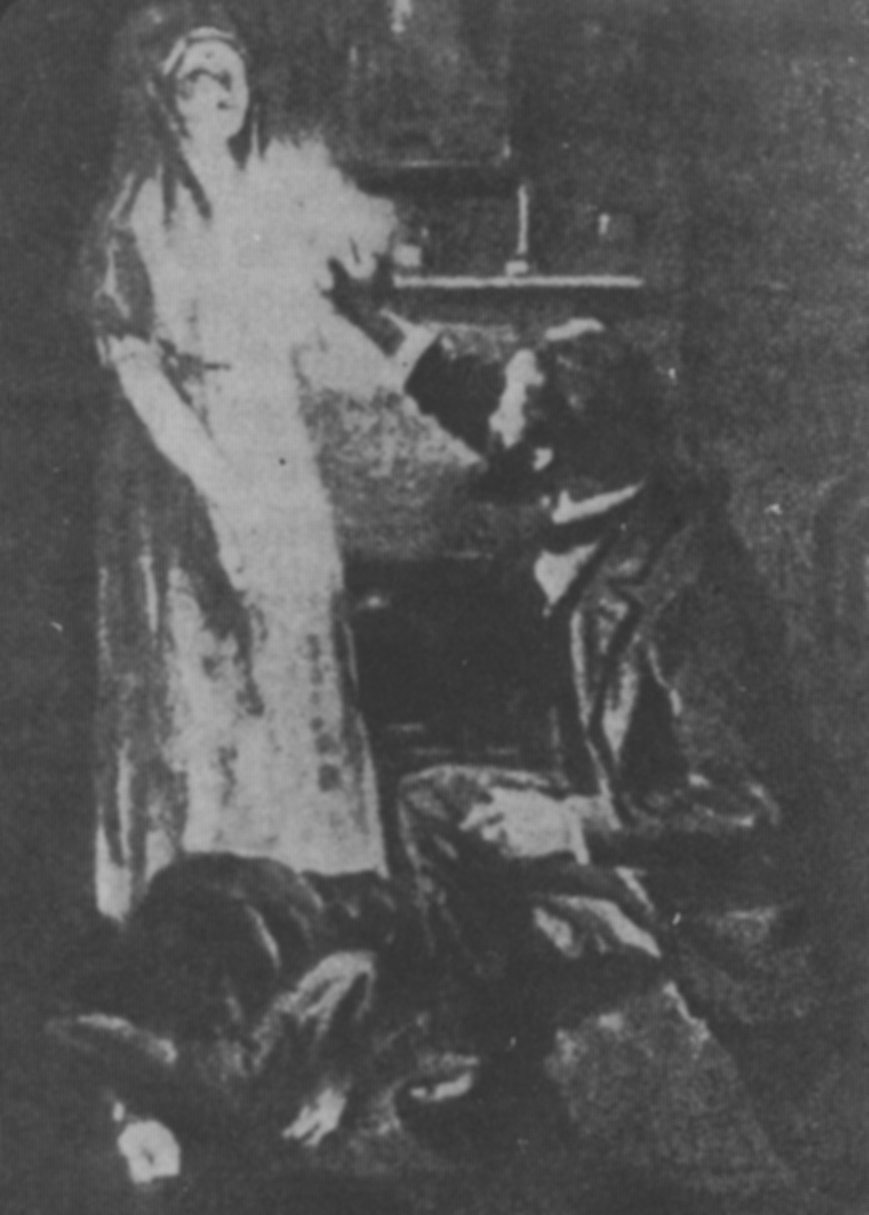
« Katie King », Florence Cook (au sol) et William Crookes.

Au début des années 1870, les deux « princesses » du monde spiritualiste étaient sans conteste les deux très jolies jeunes femmes de seize ans Florence Cook et Mary Rosina Showers. La seconde avait l'avantage de venir d'une famille de la classe moyenne supérieure et de disposer de la fortune de son père, un colonel à la retraite engagé dans la culture du coton en Inde, pour lui permettre d'exercer ses talents dans la sphère privée. Les deux jeunes femmes devinrent amies. Elles donnaient des séances simultanées, chacune matérialisant son « esprit principal » : « Katie King » d'un côté et « Florence Maple » de l'autre qui se promenaient bras dessus-bras dessous au milieu des spectateurs ou leur jouaient des tours. Ce dernier aspect récurrent chez Florence Cook était une de ses marques de fabrique et un des éléments de son succès. Lors d'une séance, « Katie King » recouvrit ainsi Thomas Blyton d'une nappe avant de lui empiler des instruments de musique sur la tête pour la plus grande joie du reste du public,,.
Le 9 décembre 1873, Florence Cook et « Katie King » furent victimes d'une « attaque » venue d'une concurrente jalouse. Mrs Guppy, une médium de la génération précédente, tenta de discréditer sa jeune et jolie rivale. Mrs Guppy entrait plutôt dans la catégorie des matrones : une femme d'âge mûr de la décennie précédente. Elle aurait été plutôt spécialisée dans les « apports » (fleurs principalement). Elle aurait été aussi capable de lévitation. Lors d'une séance à Hackney, un spiritualiste réputé et habitué des séances, Mr Volckman (qui épouserait Mrs Guppy quelques années plus tard après la mort de son mari), se leva, saisit « Katie King » par le poignet et d'un mouvement de jambes tenta de la faire tomber. Immédiatement, les rares lumières furent éteintes et deux spectateurs, dont Edward Elgie Corner, le futur époux de Florence Cook, se précipitèrent au secours de l'esprit matérialisé. Volckman fut maîtrisé (avec suffisamment de force pour que la moitié de sa moustache en ait été arrachée) et expulsé, tandis que la pauvre « Katie » était ramenée dans son « cabinet noir » où cinq minutes plus tard on put voir Florence Cook, dûment attachée mais dans un état de détresse nerveuse extrême. S'attaquer à un esprit matérialisé était un des tabous ultimes du spiritualisme. Volckman fut anathématisé par l'ensemble de la communauté principalement dans le Spiritualist, journal financé par Charles Blackburn, agent et protecteur de Florence Cook,,.

#### Sous-texte érotique
Florence Cook mit quelques semaines à se remettre. Elle fut alors plus souvent la proie, comme lorsqu'elle était en concurrence frontale avec sa jeune sœur ou Mary Rosina Showers, d'attaques d'« esprits malins ». Il semblerait que tout au long de sa carrière, elle ait été « hantée » par un esprit qui se faisait appeler « le diable » dont les apparitions étaient plus fortes lorsqu'elle était le plus en difficulté. Sa « présence » fut signalée en 1872 par le docteur Purdon qui étudiait Florence Cook à son domicile sur l'île de Wight ; en 1873, William Stainton Moses lui fut aussi confronté ; en 1874, William Crookes le rencontra à son tour et tenta de l'exorciser. « Le diable » communiquait verbalement et annonçait régulièrement sa volonté de défaire tout le travail positif de « Katie King ». Il semblerait que son vocabulaire ait été très choquant dans la bouche d'une jeune femme innocente.
Pour les spiritualistes, l'irruption de ce genre d'esprits malins était expliquée par leur existence dans l'« autre monde » et par le fait que les médiums étaient passives. Par ailleurs, des remarques grossières et ouvertement sexuelles ont été observées par les médecins chez des jeunes femmes hystériques. Ce type de discours pouvait être une sorte de libération pour des intellects réprimés par la morale victorienne. De toute façon, les spectateurs toléraient plus de choses d'un « esprit matérialisé » qu'ils ne l'auraient fait d'une jeune femme respectable. Des esprits, comme de la mise en scène des séances, émanaient une sexualité subtile. Les médiums s'abandonnaient totalement à une possession. Elles étaient des vaisseaux passifs produisant un esprit. En fait, elles ré-érotisaient leur rôle victorien de femmes qui, une fois mariées, étaient soumises à la possession sexuelle de leur époux afin de produire une descendance.
Les voiles vaporeux d'une « Katie King » ajoutaient à l'atmosphère. Ils suggéraient, laissaient supposer sans jamais rien réellement montrer. Dans quelques circonstances choisies, comme pour sa dernière apparition sur scène, « Katie King » autorisa des spectateurs privilégiés à la toucher (d'autres esprits matérialisés firent ensuite de même). Charles Blackburn put ainsi l'embrasser sur la joue. Florence Marryat évoque ainsi dans un article du Spiritualist du 29 mai 1874 comment elle eut l'avantage et l'honneur de toucher le corps nu d'un esprit, celui de « Katie King » : « une force psychique est très semblable à une femme ». Une des justifications des autorisations données de toucher était de vérifier la « matérialisation complète », que rien ne manquait. Une autre justification était de vérifier une absence cette fois-ci : absence de corset et de sous-vêtements qui étaient jugés, principalement le corset, totalement incompatibles avec l'existence immatérielle de l'esprit. L'absence de corset et de sous-vêtements était aussi la preuve supplémentaire que la médium, qui elle en portait et ne pouvait être envisagée sans, n'était pas en train de commettre une fraude. Par ailleurs, l'aspect sexuel pouvait être plus direct. « Katie King » se montrait parfois assez aguicheuse vis-à-vis des spectateurs masculins de ses séances. La fouille au corps, certes par des matrones, avant la séance, avait été une habitude instituée par Florence Cook. Il semblerait aussi (cf. infra) que les vérifications par William Crookes aient été encore plus « exhaustives »,,.
D'autres médiums femmes faisaient apparaître des hommes qui pouvaient se montrer très entreprenants vis-à-vis des spectatrices ou agressifs vis-à-vis des spectateurs. Ce type de situation : une femme à l'origine de l'apparition d'un homme dans le cadre d'une représentation avec des sous-entendus sexuels, était connu des participants aux séances : c'était un des éléments prépondérants de la pantomime de Noël. Finalement, les discours ouvertement sexuels et vulgaires d'un esprit masculin, « le diable » chez Florence Cook ou les attouchements permis sur « Katie King », participaient du même phénomène de tentative de subversion de la morale établie, dans le cadre respectabilisé de la séance de spiritualisme dans la sphère privée. Dans ce cadre-là, ces jeunes femmes, réprimées par la morale sociale, pouvaient exprimer une partie de leurs frustrations.

#### Travaux de William Crookes
Pour un article plus général, voir William Crookes.

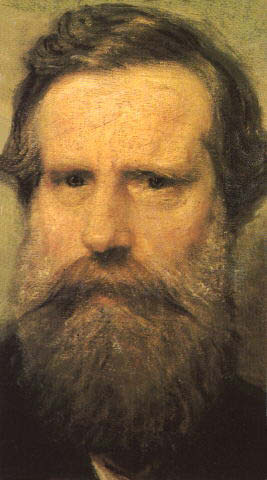
William Crookes.

Au début de l'année 1874, ce fut le tour du scientifique, futur président de la Royal Society, William Crookes de prendre Florence Cook sous son aile. Ce dernier ne douta jamais de la réalité des capacités de sa protégée,,.
Les travaux de William Crookes dans la première moitié des années 1870 eurent un retentissement au moins aussi grand (voire plus) que ceux qui lui permirent de découvrir le thallium en 1861 ou ceux sur les rayons cathodiques. Ses études des phénomènes psychiques suscitèrent un débat parmi partisans et adversaires du spiritualisme, mais aussi parmi les scientifiques et plus tard chez les historiens. Il réalisa une série de séances dans la bibliothèque de son domicile de Regent's Park à Londres en 1874-1875 où il était seul avec la jeune médium. Il affirma avoir vu en même temps la médium et « Katie King », avoir pu à de nombreuses reprises toucher et prendre en photo l'esprit matérialisé. Il imagina divers mécanismes impossibles à tromper selon lui. Il installa une batterie d'appareils photographiques pour contrôler les manifestations de « Katie King ». Parallèlement, il enferma Florence Cook dans un galvanomètre : elle ne pouvait bouger sans modifier la circulation électrique, ce qui était enregistré. Les matérialisations se produisirent toujours. Des expériences furent réalisées avec en même temps Florence Cook et Mary Rosina Showers, donc avec en même temps « Katie King » et « Florence Maple ». William Crookes fut persuadé de la réalité des phénomènes auxquels il assistait. Il affirma toujours son soutien à Florence Cook, même après que Mary Rosina Showers a été démasquée en 1874 et que la question se posât : comment « Katie King » aurait-elle pu être un véritable esprit matérialisé et ne pas savoir que « Florence Maple » était Mary Rosina Showers déguisée, ?
Cependant, William Crookes ne laissa aucun rapport circonstancié et détaillé de ses travaux, se contentant de diffuser ses conclusions dans le Quaterly Journal of Science et dans le Spiritualist. Il considérait que sa réputation de scientifique devait suffire à ce qu'on lui fît confiance. Ainsi, il ne diffusa aucune des quarante-quatre photographies qu'il aurait prises de l'esprit matérialisé. De plus, les plaques furent détruites à sa mort en 1919. Les rares images à avoir survécu sont celles qu'il avait envoyées à quelques amis. Elles sont de très mauvaise qualité et ne prouvent rien, si ce n'est que médium et esprit avaient une certaine ressemblance. Il semblerait aussi que « Katie King » ait pris totalement la direction des opérations pendant les travaux avec Crookes mais aussi des séances publiques qu'elle allait ensuite donner. Elle s'arrangeait avec le scientifique pour les préparer : choix des spectateurs et de leur place dans la pièce. Tout ceci discrédita les expériences de Crookes avec Florence Cook / « Katie King » alors que celles réalisés avec Daniel Dunglas Home furent plus scientifiques et méthodiques. Vinrent aussi s'y ajouter les rumeurs de relations inopportunes entre la médium et le scientifique,.

#### Relation ambiguë avec William Crookes

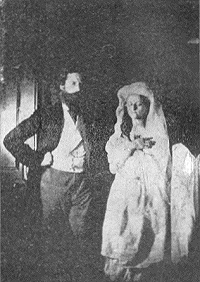
« Katie King » et William Crookes.

On soupçonna en effet une liaison entre la médium et le scientifique car celui-ci se montrait très possessif (il aimait à contrôler l'intégralité de la séance), mais aussi très sincère et « candide » dans ses descriptions de leurs relations. Il avouait qu'il aimait à toucher et prendre l'esprit dans ses bras. « J'avais l'impression d'avoir une lady près de moi. Je lui demandais la permission de la serrer dans mes bras. […] Le « fantôme » […] est un être aussi matériel que Miss Cook elle-même » écrivit-il dans une lettre d'avril 1874 au Spiritualist. Plus tard, Crookes dit à C. C. Massey à propos des séances à son domicile que l'« esprit » l'autorisait à la prendre dans ses bras mais l'avait prié de ne pas « abuser » d'elle. En 1949, Francis Anderson qui disait avoir été l'amant de Florence Cook en 1893 déclara que cette dernière lui avait dit avoir eu une liaison avec William Crookes à l'automne 1874 lors d'un séjour sur le continent. Jules Bois, peu de temps avant sa mort, fit un témoignage similaire. En 1875 déjà, la mère de Mary Rosina Showers avait fait circuler une rumeur sur une relation impropre entre sa fille et le scientifique. Ce dernier se défendit en arguant que les « billets doux » montrés par Mrs Showers avaient été fabriqués par elle,,.
Ces soupçons et rumeurs, sur le moment et dans les années suivantes, décrédibilisèrent les travaux de William Crookes qui eut même un temps la réputation d'être un « Don Juan » (il employa des extraits du Don Juan de Byron dans un de ses articles à propos de Florence Cook dans le Spiritualist). Son attitude fut considérée comme indigne d'un Fellow de la Royal Society et d'un homme marié. Son épouse Ellen Crookes, la mère de leurs dix enfants, lui apporta cependant un soutien sans faille, affirmant être au courant de tout ce qui se passait au cours des séances expérimentales,,.

#### Fin de carrière
Le 21 mai 1874, « Katie King » fit ses adieux officiels à son public dans une ultime et, selon les récits des personnes présentes, « émouvante » séance. Elle émergea de son « cabinet noir » toute de blanc vêtue, les cheveux dénoués. Deux de ses principaux admirateurs furent autorisés à lui offrir des bouquets de fleurs. Elle répandit celles-ci en cercle autour d'elle tandis qu'elle s'asseyait par terre. Elle entreprit alors de couper des mèches de ses cheveux et des morceaux de sa robe blanche pour les offrir en souvenir à son public avant de magiquement recréer le tissu disparu. Puis, au bras de William Crookes, elle fit le tour de la pièce et dit chaleureusement adieu à chacun. Elle retourna devant son rideau, salua une dernière fois son public et disparut définitivement de la scène,.
Après son mariage avec Edward Elgie Corner en avril 1874, Florence se vit interdire de poursuivre sa carrière de médium par son époux. On est bien là dans le fonctionnement moral du couple victorien : l'épouse devait rester à la maison où elle était entretenue par son mari qui, lui, sortait affronter le monde. Cependant, celui-ci dut finalement concéder à son épouse l'autorisation de recommencer ses activités médiumniques : elle était à nouveau, comme à l'adolescence, en proie à une maladie nerveuse. Femme réduite légalement par le mariage à l'équivalent d'une enfant, elle fut à nouveau touchée par le mal qui l'avait atteinte lorsqu'elle était à la puberté, au moment du passage de l'état d'enfant à celui de femme. La maladie fut, dans les deux cas, la clé d'accès à une forme de liberté exprimée ensuite par la médiumnité. Florence recommença donc à donner quelques séances privées, dans la sphère domestique comme il seyait malgré tout à une femme mariée victorienne. Elle accepta à nouveau de se soumettre à des expériences scientifiques, à l'automne 1879. Elles furent menées par Frederic Myers qui fonda quelques années plus tard la Society for Psychical Research. Ces expériences ne furent pas concluantes. La carrière de Florence connut donc une certaine éclipse pendant son mariage. Mais, taraudée par des problèmes financiers, elle fut obligée de donner des séances payantes avant un retour qui se termina honteusement en 1880,.
En janvier 1880, Florence Corner (née Cook) tenait une séance publique dans les locaux de la British National Association of Spiritualists à Londres où elle matérialisait son nouvel « esprit principal », une petite fille de douze ans, appelée « Marie ». Deux étudiants d'Oxford, dont Sir George Sitwell, venus spécialement, se saisirent de l'esprit matérialisé et révélèrent ainsi au public présent qu'il s'agissait en fait de la médium elle-même, marchant à genoux. Ils écrivirent ensuite une lettre pour en informer le Times tandis que le Daily Telegraph entreprenait une campagne dénonçant les manipulations des médiums qui abusaient de la crédulité du public,,.

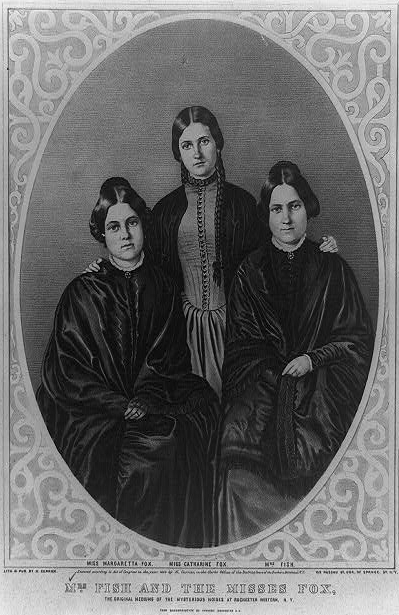
Les sœurs Fox.

Elle tenta de relancer sa carrière une dernière fois par une grande tournée européenne en 1899 (Paris, Varsovie et Berlin), sans grand succès, une femme d'âge mûr ne pouvait pas avoir le même effet qu'une jolie jeune femme. Elle aurait continué à donner ensuite quelques séances payantes à domicile. Au moins, il semblerait que, contrairement à Mary Rosina Showers ou aux sœurs Fox, elle n'ait pas sombré dans l'alcoolisme,,,.
La véritable carrière de Florence Cook en tant que médium à matérialisation complète fut donc courte : la première moitié des années 1870. Cependant, elle coïncida exactement avec la vague (la vogue) de ce type de médiumnité. Florence Cook fut en même temps l'apogée, la star et la représentante archétypale de la matérialisation d'esprit. Après elle, la mode passa. Cette disparition des apparitions via des médiums féminines correspondit aussi avec le développement de rôles féminins respectables au théâtre. Ainsi, le « new drama », d'Arthur Wing Pinero par exemple, offrait de véritables rôles aux actrices qui pouvaient incarner des femmes ne remettant fondamentalement pas en cause la morale victorienne. De même, les « cup and saucer comedies » (« comédies de salon ») d'abord de Thomas William Robertson puis de George Bernard Shaw, se déroulaient dans un décor respectable où une actrice issue des classes moyennes savait potentiellement mieux se comporter, ayant été élevée en vue de cela. L'augmentation du nombre d'actrices issues des classes moyennes eut un effet d'entraînement : plus elles étaient nombreuses, plus le métier devenait respectable ; et plus le métier devenait respectable, plus elles pouvaient être nombreuses.

### Décès
En 1891, Charles Blackburn, son protecteur, mourut sans rien lui léguer alors que sa sœur, Kate Selina, et sa mère étaient couchées sur le testament. En avril 1904, Florence Cook succomba à son tour dans une pauvreté relative, probablement des suites d'une pneumonie. En octobre 1907, son époux se remaria avec sa jeune sœur Kate Selina,,.

## Réalité des phénomènes?
La question se pose de la réalité des phénomènes psychiques liés à Florence Cook. Toutes les séances de médiums suscitent cette interrogation, mais elle a encore plus d'acuité quand il s'agit d'une matérialisation complète du genre de « Katie King ». Les partisans du spiritualisme étaient persuadés d'avoir vu des choses réelles. Les adversaires considéraient que tout n'était que fraude, les phénomènes spiritualistes n'existant pas. Ils affirmaient que les médiums étaient des escrocs qui agissaient en pleine conscience avec l'aide de complices. Selon les témoignages de Jules Bois avant sa mort et de Francis Anderson en 1949, Florence Cook leur aurait révélé lorsqu'ils auraient été amants que tous ses phénomènes n'avaient été que des escroqueries. Par conséquent, pour les adversaires, les spectateurs étaient soit des complices eux aussi, soit des idiots totalement dupés,. Il a été suggéré, principalement par Trevor H. Hall dans son ouvrage The Spiritualists sur la relation entre Crookes et Cook, que les complices de Florence Cook aient pu être soit sa jeune sœur Kate Selina soit Mary Rosina Showers voire les deux, puisqu'elles séjournèrent l'une et l'autre chez Crookes au moment des expériences, soit sa belle-sœur Amelia Corner. Cependant, elles ne furent jamais démasquées. De nombreux illusionnistes et prestidigitateurs, dans la seconde moitié du XIXe siècle, tels Jean-Eugène Robert-Houdin, Harry Houdini ou John Nevil Maskelyne (grand-père de Jasper Maskelyne), reproduisirent un certain nombre de manifestations médiumniques.

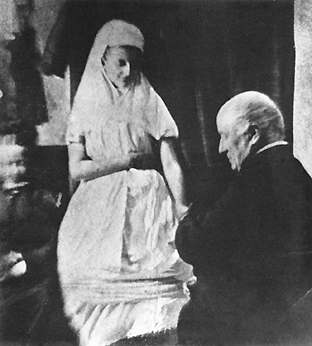
« Katie King » et le Dr. James M. Gully lui prenant le pouls.

Pour l'historienne Alex Owen, le débat doit être porté plus avant, au-delà de la question de la fraude, consciente ou inconsciente, de la part de la médium. La médiumnité était une subversion du rôle féminin victorien, jouant toujours sur les frontières floues de ce qui restait « respectable ». Elle offrait aux femmes la possibilité de remettre en cause une féminité imposée et fixée par la morale. Elle était une sorte de résistance aux normes sociales. Les maladies mentales de Florence Cook (puis Corner) lui offrirent une liberté relative. Le rôle de médium lui donnait ensuite un pouvoir très grand avec la direction des séances partiellement publiques, contrairement au rôle habituel de la femme soumise à la maison. La passivité permettant la possession par un esprit offrait aussi une liberté de langage et une possibilité de conduite « inconvenantes ». Là revient la question de la fraude consciente ou inconsciente. La médium, retirée dans le secret de son « cabinet noir », produisait une matérialisation complète qui subvertissait les règles de la respectabilité. À la fin de la séance, elle était retrouvée épuisée physiquement et mentalement. Pour les tenants du spiritualisme, cet épuisement était la preuve de la dépense d'énergie psychique pour la matérialisation. Pour l'historienne Alex Owen, les manifestations n'étaient pas des esprits, mais l'esprit réprimé de la jeune femme exprimant ses frustrations morales et sexuelles. Elle entrait respectable dans le « cabinet noir ». Des manifestations en émergeaient qui étaient autorisées à se comporter de façon plus libre. Lorsque l'esprit matérialisé était saisi par un spectateur qui révélait qu'il s'agissait en fait de la médium, la détresse mentale et psychologique de celle-ci était immense. Pour les adversaires du spiritualisme, c'était la honte d'avoir été découverte. Cependant, les témoignages des médiums démasquées convergent pour montrer une très grande confusion mentale à ce moment-là, une dissociation du moi équivalente au trouble de la personnalité multiple. Avant de la nommer définitivement « Katie King », Florence Cook évoquait son esprit principal en tant que « mon double ». La médiumnité relève ici de l'hypothèse des différents niveaux de conscience parfois exprimés (dans les cas les plus pathologiques) par différentes personnalités.

### Traductions
1. ↑  « psychic force is very like a woman. »
2. ↑  « Feeling I had at all events a lady close to me, I asked her permission to clasp her in my arms […] The "ghost" […] was as material a being as Miss Cook herself. »